# Arthur König (Theologe)
Arthur König (* 4. Juni 1843 in Neisse, Provinz Schlesien; † 9. Oktober 1921 in Breslau, Provinz Niederschlesien) war ein deutscher römisch-katholischer Theologe.

## Leben
Arthur König wurde am 27. Juni 1867 zum Priester geweiht. Ab 1868 wirkte er als Religionslehrer am Gymnasium zu Glogau, später in Neisse. 1882 wurde er zum Ordentlichen Professor der Dogmatik an der Universität Breslau berufen, wo er ab 1897 die Pastoraltheologie lehrte. 1896 wurde er Kapitular am Breslauer Dom; im Studienjahr 1898/1899 war er Rektor der Breslauer Universität. 1912 wurde er zum Apostolischen Protonotar ernannt und 1919 entpflichtet. 
Er war seit 1890 Ehrenmitglied der katholischen Studentenverbindung KDStV Winfridia Breslau im CV.

## Schriften (Auswahl)
- Die Echtheit der Apostelgeschichte des heiligen Lucas. Breslau 1867, OCLC 181928471.
- Das Zeugniss der Natur für Gottes Dasein. Freiburg im Breisgau 1870.
- Die Bibel und die Sklaverei. Neisse 1874, OCLC 249972061.
- Schöpfung und Gotteserkenntnis. Freiburg im Breisgau 1885, OCLC 249972637.

| Personendaten    | Personendaten                          |
| ---------------- | -------------------------------------- |
| NAME             | König, Arthur                          |
| KURZBESCHREIBUNG | deutscher Theologe und Hochschullehrer |
| GEBURTSDATUM     | 4. Juni 1843                           |
| GEBURTSORT       | Neisse, Provinz Schlesien              |
| STERBEDATUM      | 9. Oktober 1921                        |
| STERBEORT        | Breslau, Provinz Niederschlesien       |